# Puntas de Valentin
Puntas de Valentin is een stadje in het departement Salto in Uruguay.
Aan de oostzijde van de plaats stroomt de Arroyo Valentín Grande.
De bevolking evolueerde van 96 in 1996, 203 in 2004, naar 171 in 2011.